# Завадів (Мостиська міська громада)
Зава́дів — село в Україні, у Яворівському районі Львівської області. Населення — 41 особа. Орган місцевого самоврядування — Мостиська міська рада.